# Înălțime de siguranță
Înălțimea de siguranță reprezintă partea de înălțime dată digurilor, canalelor etc. peste cota nivelului apei, pentru acoperirea aproximațiilor făcute la stabilirea nivelurilor de calcul sau la calculul înălțimii (adâncimii) lucrărilor. La canalele de irigații, înălțimea de siguranță servește la regularizarea diurnă a debitelor. La canalele de desecare, înălțimea de siguranță rezultă ca diferență între cota terenului și cota obligată a nivelului apei din canal.